# 本多優
本多 優（ほんだ ゆう、2001年9月15日 - ）は、群馬県嬬恋村出身の女子競輪選手。日本競輪選手会福岡支部所属（当初は群馬支部所属）、日本競輪選手養成所第120期生。師匠は菅藤智（95期）。

## 経歴
小学5年生からスピードスケートを始めた。嬬恋高校2年時に進路で悩んでいたとき先生からガールズケイリンを勧められ競輪選手を志した。
2020年1月16日、日本競輪選手養成所第120回適性試験に合格。養成所競走成績は7位（6勝）。
2021年5月1日、静岡競輪場でデビューし4着となった。同年9月11日、取手FII最終日第4レースで初勝利。
2025年3月10日、福岡支部の上野恭哉と結婚することを発表。また、同日付けでデビューより在籍していた群馬支部から福岡支部へ移籍した。